# Withington (Gloucestershire)
Withington è un villaggio e parrocchia civile dell'Inghilterra, appartenente alla contea del Gloucestershire.